# Epfendorf
Epfendorf is een plaats in de Duitse deelstaat Baden-Württemberg, en maakt deel uit van het Landkreis Rottweil.
Epfendorf telt 3.237 inwoners.

## Foto's

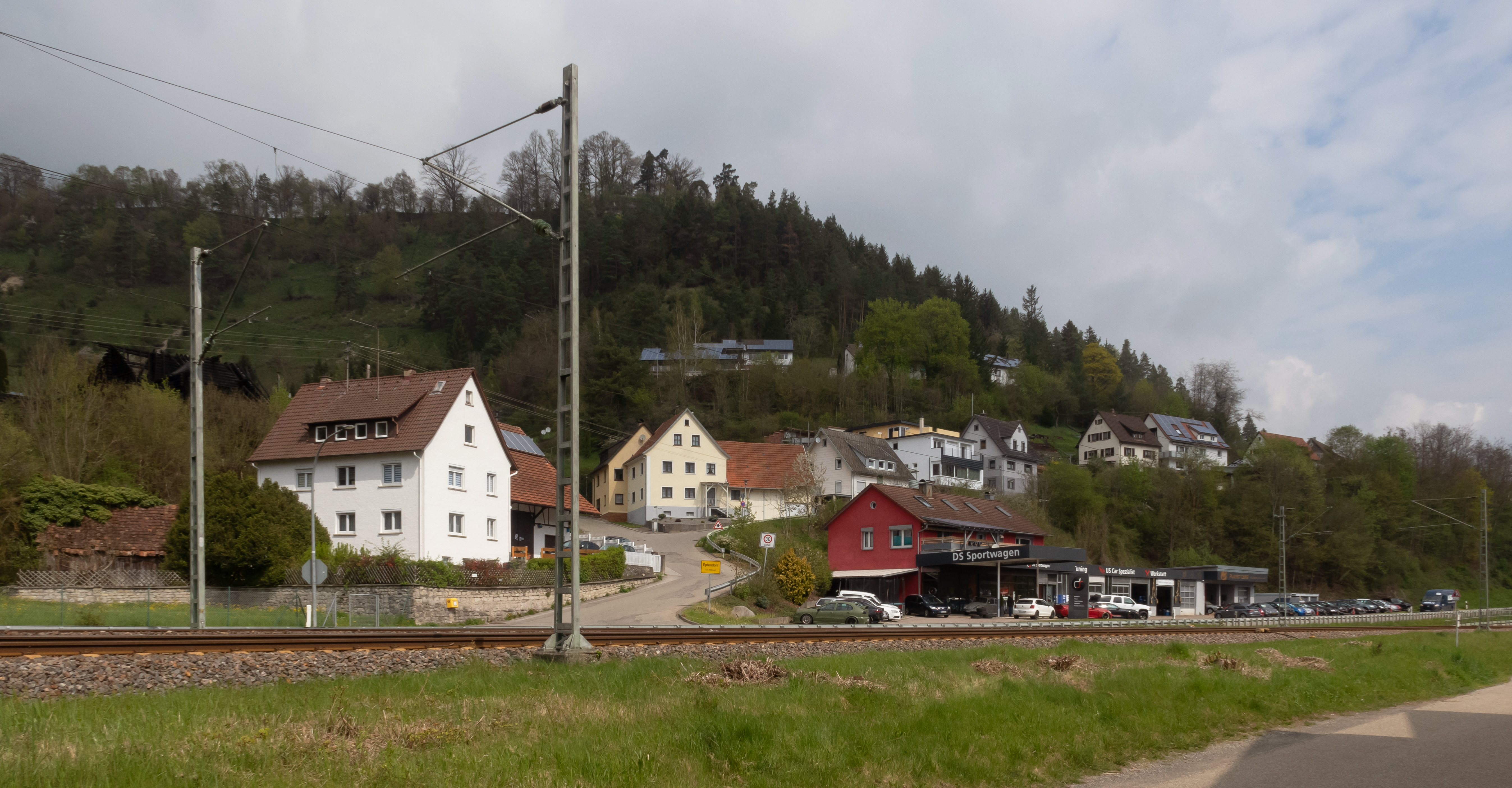
Epfendorf, straatzicht langs spoorlijn
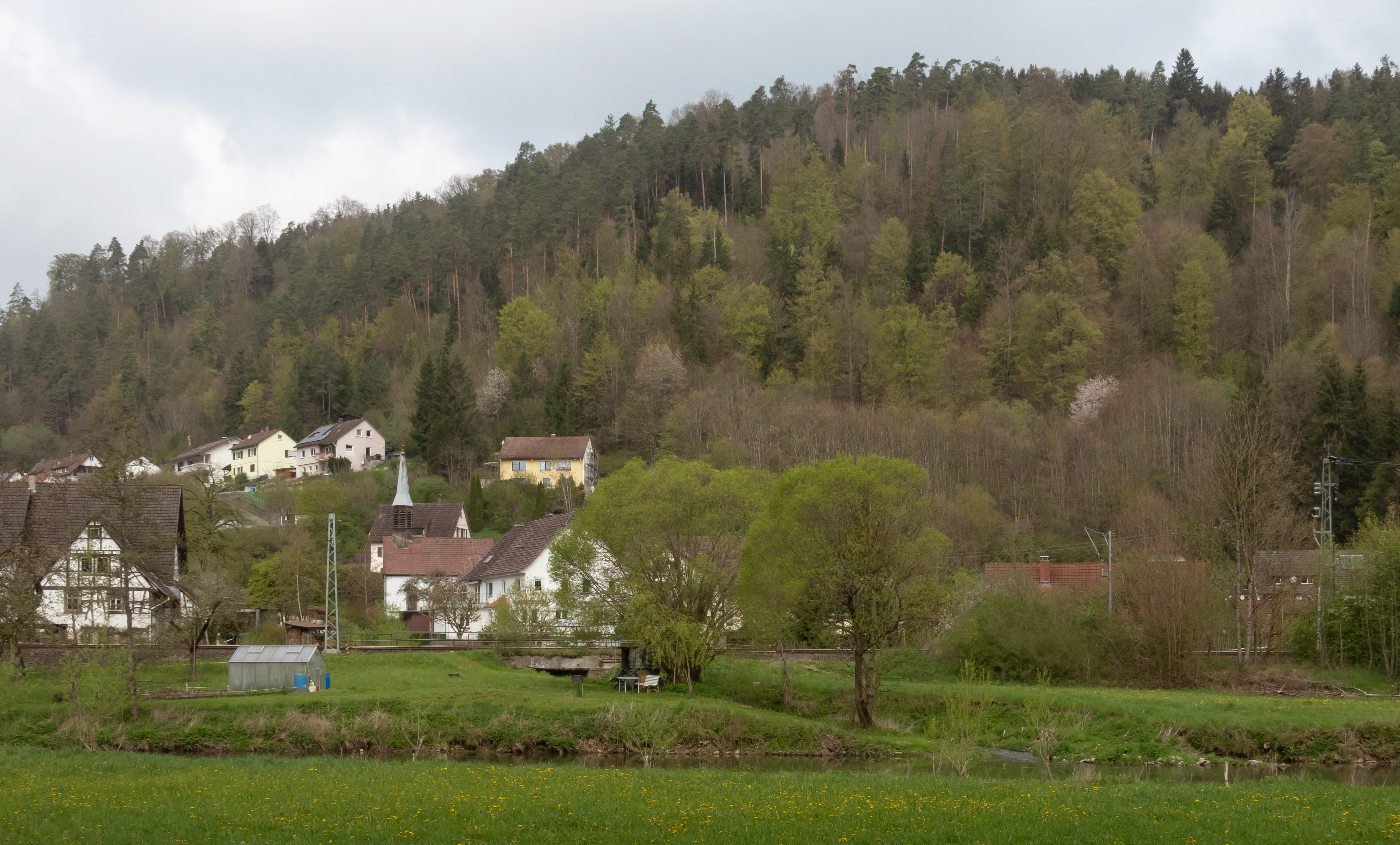
Talhausen, dorpszicht
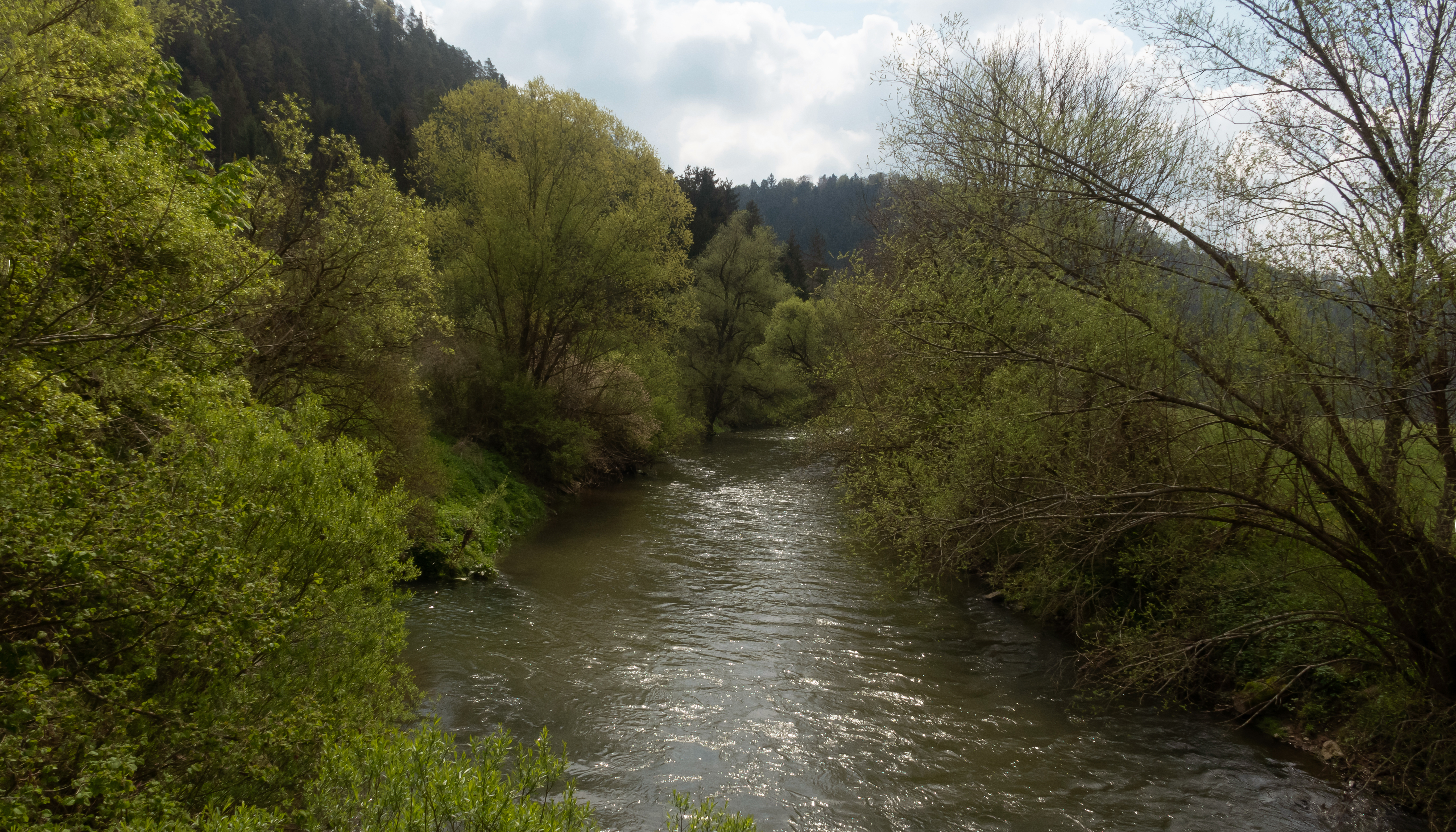
De Neckar tussen Epfendorf en Irslenbach

Aichhalden ·
Bösingen ·
Deißlingen ·
Dietingen ·
Dornhan ·
Dunningen ·
Epfendorf ·
Eschbronn ·
Fluorn-Winzeln ·
Hardt ·
Lauterbach ·
Oberndorf am Neckar ·
Rottweil ·
Schenkenzell ·
Schiltach ·
Schramberg ·
Sulz am Neckar ·
Villingendorf ·
Vöhringen ·
Wellendingen ·
Zimmern ob Rottweil